# أختة خانة
أختة خانة هي قرية في مقاطعة سلماس، إيران. يقدر عدد سكانها بـ 542 نسمة بحسب إحصاء 2016.